# Jessica Lindholm
Eva Jessica Lindholm, född 11 januari 1969 i Hova i dåvarande Skaraborgs län, är en svensk illustratör, grafisk formgivare, konstnär och barnboksförfattare.
Jessica Lindholm växte upp i Hova i Gullspångs kommun. Hon studerade skulptur och måleri  vid Norra ABF:s konstskola i Mariestad 1991–1993, därefter konsthantverkslinjen på Hellidens folkhögskola i Tidaholm 1993–1994, Skövde konstskola 1994–1995 samt Örebro konstskola 1995–1996.

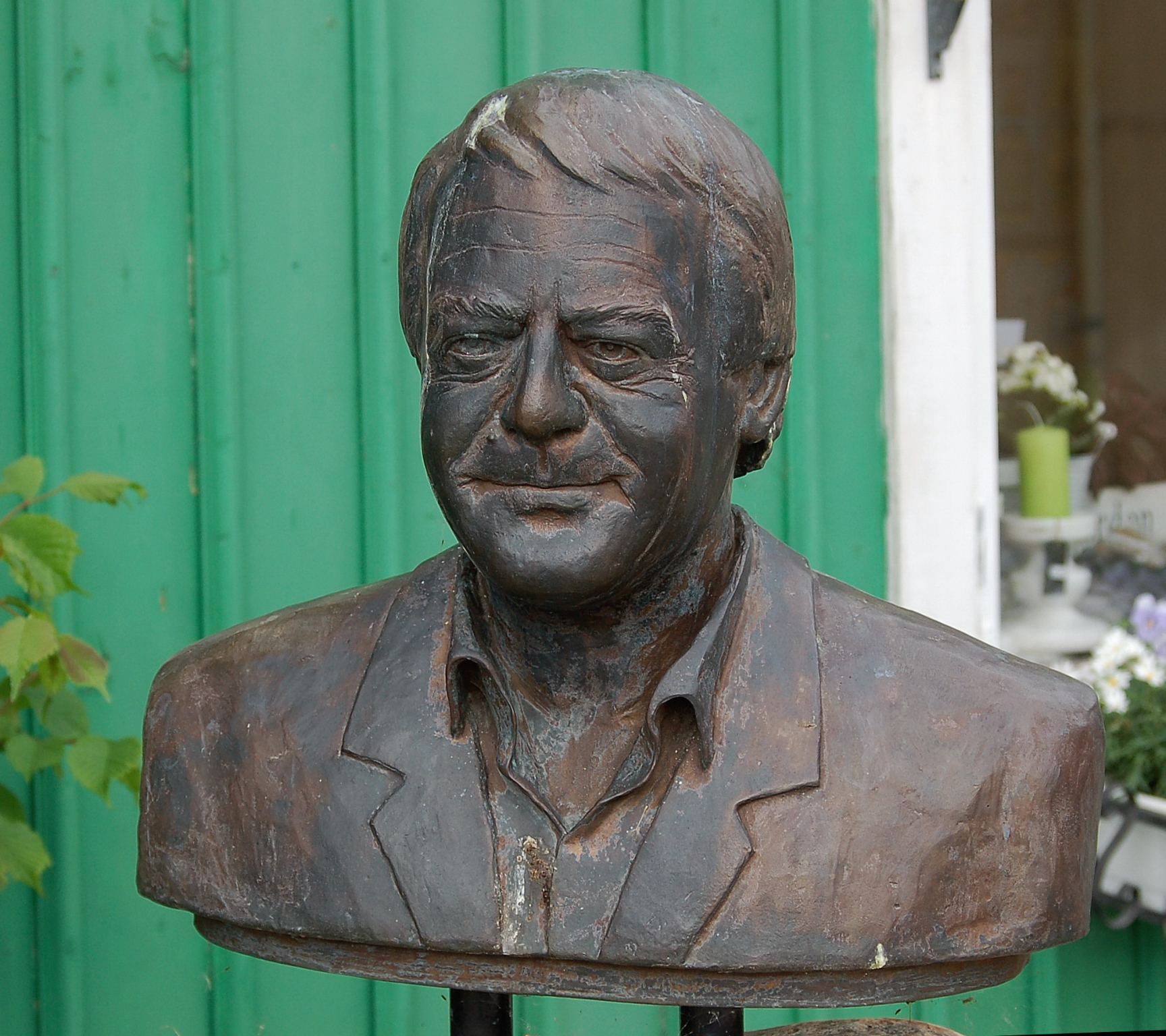
Byst av Stikkan Anderson utförd av Jessica Lindholm år 2000

Hon gör uppdrag åt bland andra Gleerups förlag, Bonnier Tidskrifter och B. Wahlströms bokförlag. Förutom en rad böcker i samarbete med bland andra Marie Bosson Rydell har hon gett ut den egna boken "Den lille målaren" (2000). Hon har också gjort en offentlig utsmyckning, nämligen bysten av Stikkan Anderson åt Gullspångs kommun, samt ett exemplar åt Kungliga Musikaliska Akademien i Stockholm, detta exemplar används vid utdelandet av Polarpriset.

## Priser och stipendier
- 2000 – Tali Paulssons minnesfond
- 2001 – Svenska Tecknares Fotokopieringsfond
- 2003 – Svenska Tecknares Fotokopieringsfond
- 2003 – Sveriges författarfond arbetsstipendium
- 2004 – Gullspångs kommuns kulturpris
- 2006 – Svenska Tecknares Fotokopieringsfond
- 2008 – Svenska Tecknares Fotokopieringsfond
- 2010 – Västra Götalandregionens kulturstipendium